# Богодарівська сільська рада (Барвінківський район)
Богода́рівська сільська́ ра́да — адміністративно-територіальна одиниця та орган місцевого самоврядування в Барвінківському районі Харківської області. Адміністративний центр — село Богодарове.

## Загальні відомості
- Богодарівська сільська рада утворена в 1923 році.
- Територія ради: 119,544 км²
- Населення ради: 1 351 особа (станом на 2001 рік)

## Населені пункти
Сільській раді були підпорядковані населені пункти:
- с. Богодарове
- с. Надеждівка
- с. Погонівка
- с. Федорівка

## Склад ради
Рада складалася з 16 депутатів та голови.
- Голова ради: Мазур Микола Францович
- Секретар ради: Одінцова Вікторія Миколаївна

### Керівний склад попередніх скликань
| Прізвище, ім'я, по батькові | Основні відомості                                                         | Дата обрання | Дата звільнення |
| --------------------------- | ------------------------------------------------------------------------- | ------------ | --------------- |
| Мазур Микола Францович      | Сільський голова, 1959 року народження, освіта вища, безпартійний         | 26.03.2006   | 31.10.2010      |
| Мазур Микола Францович      | Сільський голова, 1959 року народження, освіта вища, член Партії регіонів | 31.10.2010   |                 |

Примітка: таблиця складена за даними сайту Верховної Ради України

### Депутати
За результатами місцевих виборів 2010 року депутатами ради стали:

#### За суб'єктами висування
| Суб'єкт висування | Кількість обраних депутатів | %   |
| ----------------- | --------------------------- | --- |
| Партія регіонів   | 16                          | 100 |

#### За округами
| № округу        | Прізвище, ім'я, по батькові    | Дата визнання обраним | Освіта  | Партійна приналежність | Відомості про обраного депутата                       |
| --------------- | ------------------------------ | --------------------- | ------- | ---------------------- | ----------------------------------------------------- |
| Партія регіонів |                                |                       |         |                        |                                                       |
| 1               | Шостак Лідія Андріївна         | 03.11.2010            | вища    | член Партії регіонів   | пенсіонер                                             |
| 2               | Задорожня Мирослава Богданівна | 03.11.2010            | середня | член Партії регіонів   | тимчасово не працює                                   |
| 3               | Голосний Петро Вікторович      | 03.11.2010            | середня | член Партії регіонів   | тимчасово не працює                                   |
| 4               | Приходько Світлана Михайлівна  | 03.11.2010            | середня | член Партії регіонів   | тимчасово не працює                                   |
| 5               | Коломієць Валентина Петрівна   | 03.11.2010            | середня | член Партії регіонів   | Надеждівський ФП, завідувачка                         |
| 6               | Одінцова Вікторія Миколаївна   | 03.11.2010            | вища    | член Партії регіонів   | Богодарівська сільська рада, секретар                 |
| 7               | Коломієць Тетяна Юріївна       | 03.11.2010            | середня | член Партії регіонів   | Барвінківський терцентр, соцпрацівник                 |
| 8               | Худенко Алла Володимирівна     | 03.11.2010            | середня | член Партії регіонів   | Погонівський ФП, завідувачка                          |
| 9               | Козаченко Анатолій Леонідович  | 03.11.2010            | середня | член Партії регіонів   | Філія "Гусарівська"ДП АФ «Шахтар», водій              |
| 10              | Коновальчук Галина Миколаївна  | 03.11.2010            | середня | член Партії регіонів   | ДНЗ с. Погонівка, завідувачка                         |
| 11              | Грабар Надія Іванівна          | 03.11.2010            | вища    | член Партії регіонів   | Філія "Гусарівська"ДП АФ «Шахтар», головний економіст |
| 12              | Микита Лариса Павлівна         | 03.11.2010            | середня | член Партії регіонів   | приватний підприємець                                 |
| 13              | Семіошин Іван Андрійович       | 03.11.2010            | середня | член Партії регіонів   | пенсіонер                                             |
| 14              | Мазур Любов Вікторівна         | 03.11.2010            | середня | член Партії регіонів   | Погонівська сільська бібліотека, завідувачка          |
| 15              | Сеняк Богдан Васильович        | 03.11.2010            | середня | член Партії регіонів   | пенсіонер                                             |
| 16              | Гошко Світлана Іванівна        | 03.11.2010            | середня | член Партії регіонів   | тимчасово не працює                                   |